# Corpo di Cava
Corpo di Cava è la frazione più antica della città di Cava de' Tirreni, in provincia di Salerno.

## Geografia
L'area sorge alle pendici del Monte Finestra ed è bagnata dal fiumiciattolo detto Selano, a tre chilometri dal centro dalla città di Cava de' Tirreni e a poca distanza dalla costiera amalfitana e dall'agro nocerino. Confina con la frazione di San Cesareo e Castagneto, nel comune di Cava, e con quella di Dragonea nel comune di Vietri sul Mare.

## Storia
La zona ricadeva senz'ombra di dubbio nella sfera d'influenza dell'antico villaggio di Marcina, testimoniata dalle originarie tracce di fabbriche romaniche risalenti al I secolo d.C., che sono ancora in parte visibili nei sotterranei dell'attuale basilica dell'Abbazia. 
Sfruttando la zona montuosa, gli esuli in fuga dalle città dopo la caduta dell'Impero romano d'Occidente, poterono trovare rifugio in queste zone, difatti le prime occupazioni dell'area sono testimoniate già alla fine del X secolo. 
Ma fu intorno al 1011, quando Sant'Alferio si stabilì in un'incavatura del Monte Finestra con alcuni suoi seguaci, e successivamente fondò l'Abbazia della Santissima Trinità, che questa zona trovò il primo impulso  abitativo, infatti lo stesso Alferio creò un ospizio ed alcuni rifugi per i pellegrini. 
Successivamente, intorno al 1092, il nipote di Alferio, l'Abate Pietro I fondò ed edificò a ridosso del Cenobio Benedettino un villaggio, protetto da alte mura e bastioni, dove si stabilirono anche importanti personalità che risiedevano a valle, creando il primo insediamento della città di Cava.
Nello stesso anno Papa Urbano II, consacrò la Badia. Evento testimoniato dall'erezione delle chiese di Santa Maria della Terra (antica sede cattedrale della diocesi Cavense) e della Chiesa della Pietrasanta (quest'ultima si suppone sia stata costruita proprio a ridosso di un masso dove riposò il pontefice). 
Nel 1265 vi dimorò re Manfredi di Sicilia, che fece ricostruire le mura difensive del borgo.
Fondato il Borgo Scacciaventi intorno al XIV secolo, il Corpo di Cava perse la sua importanza amministrativa. Nel secolo successivo, costituì il distretto omonimo, uno dei quattro che formavano la nascente Città de la Cava.
Nel 1507 fu teatro della rivolta che portò alla fuga i benedettini della Badia nella vicina Nocera dei Pagani, dove gli stessi dimorarono, per breve tempo, presso la rettoria di Sant'Angelo in Grotta. 
Nel 1513 Papa Leone X, ricostituendo la diocesi, la escluse dai possedimenti della Badia.
Fu parte poi dell'università omonima, fino alla caduta dei sistemi feudali del 1806, entrando nel neonato comune di Cava.

## La Badia di Cava

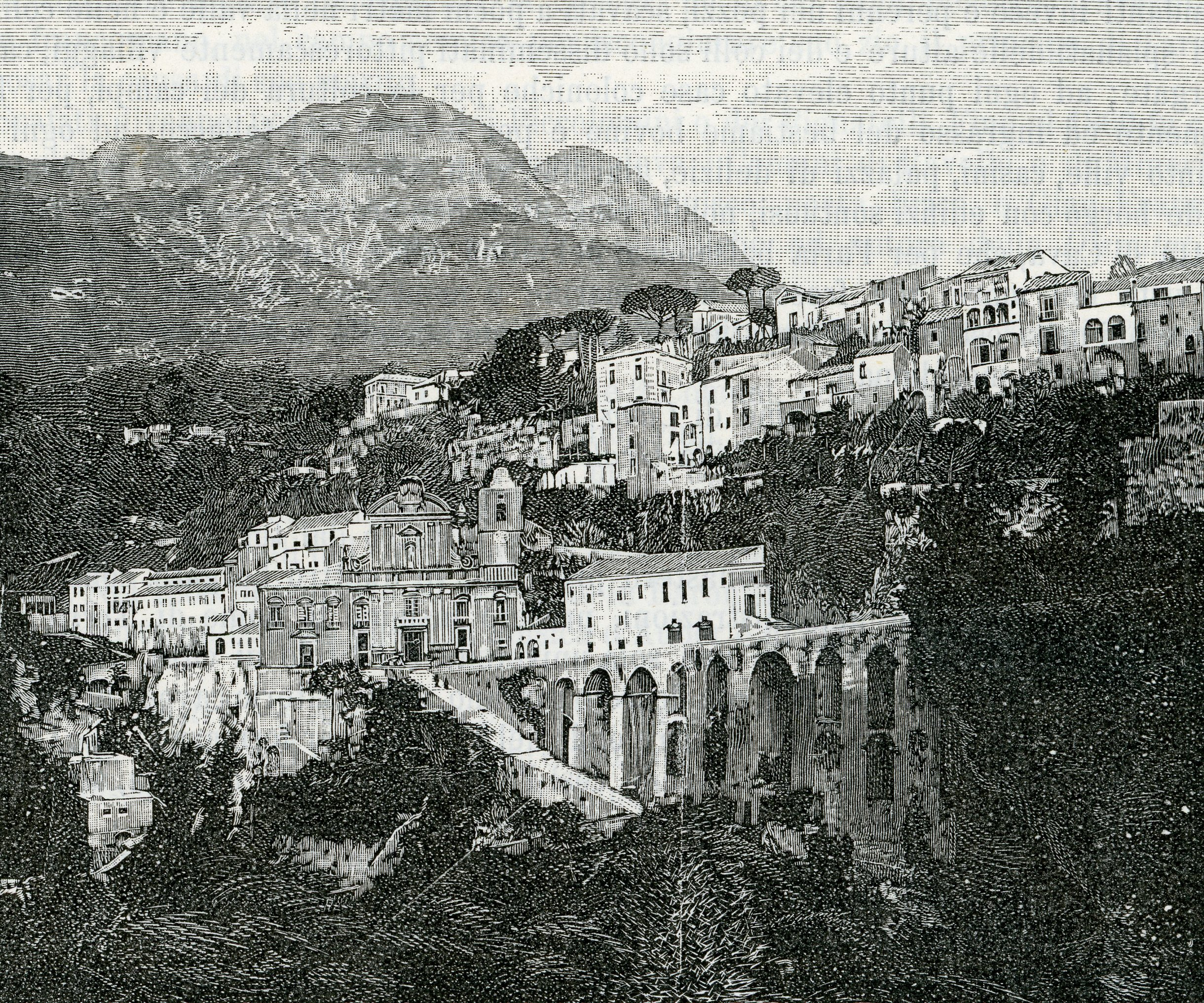
Xilografia della Badia e del Corpo di Cava (1898)

Eretta nel 1011 da Sant'Alferio, primo abate del complesso. L'Abbazia fu consacrata da papa Urbano II nel 1092. Punto focale nella religiosità e potere della zona, l'Abbazia sfruttava anche i commerci, usando i porticcioli di Vietri sul Mare e Cetara. Superati i periodi di decadenza del XVI e XVII secolo, nel 1806 fu soppressa dai napoleonici. Riabilitata successiva, ha ospitato anche una scuola, oltre al celeberrimo archivio bibliotecario. 
Regge la cattedra monastica.

## Chiesa di Santa Maria della Terra
La struttura fu eretta sulla "Terra" concessa da Guaimario, principe di Salerno, all'abate Alferio, da qui il singolare toponimo. 
Originariamente di forma ogivale, a tre navate. Consacrata nel 1092 dal Cardinale Rangerio, fu la prima sede cattedrale, prima che questa fosse trasferita a valle. Nel 1760 un rifacimento occultò le colonne di marmo sormontate da capitelli e cancellò gran parte degli affreschi dalle pareti. Dopo un recente restauro è avvenuto il ritrovamento dei suddetti capitelli e colonne. Si conserva ancora un'antica lavatoio di fattura medievale.

## Santuario dell'Avvocatella
Le origini di questo santuario risalgono al XVII secolo. La struttura sorge incastonata in un incavo, anticamente chiamato dei pipistrelli. Tale Don Federico Davide pose nella grotta un'immagine della Madonna che rendesse il luogo sacro. L'immagine, che portava il titolo di Avvocata, raffigurante una Madonna con il Bambino tra San Paolo I e Sant'Onofrio in adorazione, diede il nome alla grotta, che venne ribattezzata come Grotta della Madonnella o dell'Avvocatella.

## Cultura
Nel 1969 nasce nel borgo il gruppo degli Archibugieri del Santissimo Sacramento, volti a tenere viva l'arte del pistone, nel 1978 a rappresentanza dello stretto distretto nascono i Trombonieri Filangieri.
I due gruppi rappresentano lo storico distretto metelliano di Corpo di Cava (una delle quattro suddivisioni rinascimentali dell'antica Città de la Cava). Fanno parte degli otto gruppi che prendono parte alla nota Disfida dei trombonieri. 
Caratteristico è anche il Presepe vivente.